# Pentacon Six
Le Pentacon Six est un appareil photo reflex mono-objectif (SLR) moyen format fabriqué par Pentacon de 1956 à 1992. Le Six accepte des objectifs avec une monture à baïonnette spécifique de type "breech-lock".

## Historique

### Praktisix
Le Praktisix a été fabriqué par Kamera Werkstätten (KW). C'est un reflex 6×6 construit sur la base des appareils photo reflex de la même période. Il a été suivi par le Praktisix II et le Praktisix IIA, qui ont apporté des changements mineurs, surtout cosmétiques. Ces appareils sont réputés peu fiables, par exemple au niveau de l'espacement des cadres.

### Pentacon Six
C'est en 1959 que Kamera Werkstätten devient VEB Kamera and KinoWerke Dresden. Après 1964, l'entreprise devient VEB Pentacon et, à partir de 1970, Kombinat VEB Pentacon. À la suite de l'unification des entreprises photographiques de l'Allemagne de l'Est, le Praktisix a évolué vers le modèle nommé Pentacon Six. L'espacement des cadres est devenu plus fiable à la suite de l'utilisation d'un cylindre cranté qui tourne entrainé par la pellicule ; ce qui permet de mesurer la longueur de film avancé.
L'introduction du prisme avec mesure à travers l'objectif (TTL) a été suivie par l'apparition des lettres 'TL' sur la plaque du nom de l'appareil, sans autres changements.
Le Pentacon Six a été importé dans les US par le distributeur australien Hanimex sous le nom de Hanimex Praktica 66, probablement pour contourner les lois US qui empêchaient l'importation des produits fabriqués dans les pays communistes,.
Le Pentacon Six TLs est une version modifiée pour prendre des images au format plus petit de 4×4.5 cm pour des photographies d'identité.

### Exakta 66
Le Exakta 66 est basé sur le Pentacon Six mais a été produit en Allemagne de l'Ouest par Exakta GmbH, Nuremberg. Le corps de l'appareil est enveloppé de caoutchouc, le levier d'avancement de film fait un angle plus faible et le prisme avec mesure de lumière est couplé à des nouveaux objectifs Schneider.
L'Exakta 66 ne doit pas être confondu avec des appareils photos plus anciens qui portaient le même nom. Ces Exakta 6×6 étaient produits par Ihagee, Dresden, entre les deux guerres et, avec des interruptions, jusqu'en 1954.